# Cully Hamner
Cully Hamner est un dessinateur de comics.

## Biographie
Cully Hamner naît le 7 mars 1969 à Huntsville. Son premier travail important dans le monde des comics est la série Green Lantern:Mosaic parue en 1991. Il a travaillé surtout pour DC Comics (Red, Batman: Tenses, The Titans, Robin) où il a aussi relancé en 2006 la série Blue Beetle. Cependant on trouve aussi son nom chez Image Comics (Down, The Ride, Stormwatch, The Authority, Malibu Comics (Firearm), Marvel Comics (Daredevil, Uncanny X-Men, Spider-Man Unlimited et Dark Horse Comics (Star Wars Tales). En 2009, il signe un contrat d'exclusivité avec DC et reprend le personnage de The Question avec Greg Rucka au scénario.